# Chris White (homme politique)
Pour les articles homonymes, voir Chris White.
Christopher Mark Francis White  (né le 28 avril 1967 en Australie) , est un homme politique du Parti conservateur britannique et est député pour Warwick et Leamington de 2010 à 2017. Il perd le siège aux élections générales de 2017 . White est actuellement directeur de l'Institute for Industrial Strategy au King's College de Londres .

## Éducation
White fait ses études à l'école catholique St. Gregory, Tunbridge Wells, puis à l'Université de Manchester, où il obtient un diplôme d'ingénieur et un MBA de l'Université de Bath .

## Carrière
White se présente en vain dans le bastion travailliste de Birmingham Hall Green aux élections générales de 2001, puis le siège marginal Warwick et Leamington aux élections générales de 2005, mais échoue de nouveau . En mai 2008, il est élu au conseil du district de Warwick. Aux élections générales de 2010, il remporte Warwick et Leamington pour les conservateurs, obtenant 20 876 voix contre les 17 363 voix du député travailliste sortant James Plaskitt, gagnant par une marge de 3 513 voix. Il conserve le siège aux élections générales de 2015 avec un score accru de 24 249 (47,9%), en tête avec une majorité de 6 606 voix sur Lynnette Kelly du Labour.
White propose la loi de 2012 sur les services publics (valeur sociale) en 2010 en tant que projet de loi d'initiative parlementaire , visant à garantir que les marchés publics du secteur public devraient prendre en compte une valeur plus large pour la communauté fournie par les fournisseurs. Il est ensuite nommé «ambassadeur de la valeur sociale» par le gouvernement, mais est démis du rôle quatre quelques mois plus tard, après s'être rebellé lors d'un vote pour intervenir militairement en Syrie .
White est opposé au Brexit avant le référendum de 2016.
En février 2016, il est élu président des comités sur le contrôle des exportations d'armes ,.
Aux élections générales de 2017, il perd son siège au profit du candidat travailliste, Matt Western. En mai 2018, White est nommé comme premier directeur de l'Institute for Industrial Strategy au King's College de Londres .